# Rjažsk
Rjažsk (anche traslitterata come Rjazhsk o Ryazhsk) è una cittadina della Russia europea centrale (Oblast' di Rjazan'), situata sul fiume Chupta, 85 chilometri a sudovest del capoluogo; è amministrativamente compresa nel distretto omonimo.
Fondata nel 1502, fu dichiarata città dalla zarina Caterina II nel 1778.

## Società

### Evoluzione demografica
Fonte: mojgorod.ru
- 1897: 13.000
- 1926: 16.200
- 1959: 14.800
- 1989: 27.200
- 2002: 22.850
- 2006: 22.200
- 2006: 20.300